# Mifflin Bermúdez
Mifflin Bermúdez Tucto (Margos, 4 de febrero de 1968) es un exfutbolista y entrenador peruano. Se desempeñaba en la posición de mediocampista. Dirigió últimamente a Sport Huancayo en la Liga 1.

## Trayectoria

### Como futbolista
Debutó en el año de 1987 en León de Huánuco. También jugó en Melgar de Arequipa y La Loretana de Pucallpa. En 1998 firmó por Unión Minas, equipo en donde jugaría hasta el 2001.

### Como entrenador
Se inició como jugador-entrenador en 2003 en el Deportivo Junín que participaba en la Copa Perú.
Desde el año 2019 formó parte del cuerpo técnico de las reservas de Sport Huancayo, hasta que en 2022 asumió como director técnico del primer equipo, tras la destitución del entrenador en ese momento, Carlos Desio. Al final de la temporada logró clasificar al equipo a la Copa Libertadores del año siguiente. Hizo su debut en torneos internacionales en aquella Libertadores, donde enfrentaron a Nacional de Paraguay en primera fase. Lograrían ganar en la ida 2-1 en Huancayo, sin embargo caerían eliminados tras perder 3-1 en Asunción.

## Clubes

### Como futbolista
| Club            | País | Año       |
| --------------- | ---- | --------- |
| León de Huánuco | Perú | 1987-1990 |
| Unión Minas     | Perú | 1991      |
| León de Huánuco | Perú | 1992-1993 |
| Unión Minas     | Perú | 1994-1996 |
| La Loretana     | Perú | 1997      |
| Unión Minas     | Perú | 1998      |
| FBC Melgar      | Perú | 1999      |
| Unión Minas     | Perú | 2000-2001 |
| Deportivo Junín | Perú | 2003      |

### Como entrenador
| Club                             | País | Año         |
| -------------------------------- | ---- | ----------- |
| Deportivo Junín                  | Perú | 2003        |
| Columna Pasco                    | Perú | 2003        |
| Sport Águila                     | Perú | 2006-2007   |
| Sport Huancayo                   | Perú | 2008        |
| Sport Águila                     | Perú | 2008        |
| León de Huánuco                  | Perú | 2009        |
| Asociación Deportiva Tarma       | Perú | 2009-2010   |
| Alianza Universidad              | Perú | 2010-2012   |
| Sport Victoria                   | Perú | 2013        |
| Sport Águila                     | Perú | 2013        |
| Alianza Universidad              | Perú | 2014        |
| Union Pichanaki                  | Perú | 2014        |
| Sport Águila                     | Perú | 2015        |
| Sport La Vid                     | Perú | 2015        |
| Alianza Universidad              | Perú | 2016-2017   |
| León de Huánuco                  | Perú | 2018        |
| Asociación Deportiva Huamantanga | Perú | 2018        |
| Sport Huancayo (Reservas)        | Perú | 2019 - 2021 |
| Sport Huancayo                   | Perú | 2022 - 2023 |